# Synagogenbezirk Jüchen
Der Synagogenbezirk Jüchen mit Sitz in Jüchen, einer Stadt im Rhein-Kreis Neuss in Nordrhein-Westfalen, wurde nach dem Preußischen Judengesetz von 1847 geschaffen.
Dem in den 1850er Jahren eingerichteten Synagogenbezirk gehörten sämtliche Ortschaften der Bürgermeistereien von Jüchen, Bedburdyck, Garzweiler, Kelzenberg, Neukirchen, Wanlo und Wickrath an.